# 若原観瑞
若原 観瑞（觀瑞、わかはら かんずい、1858年（安政5年8月） - 1937年（昭和12年）12月24日）は、日本の僧・政治家。衆議院議員（1期）。

## 経歴
伯耆国河村郡(のち鳥取県東伯郡長瀬村→羽合町、現・湯梨浜町)生まれ。漢学、政治経済学を学び、本派本願寺大教校(現・龍谷大学)で仏教学を学ぶ。宗規により僧籍に入り、仏教連合会組織のため力を尽くした。
1890年の第1回衆議院議員総選挙において鳥取2区から保守党所属で立候補するが落選した。1892年の第2回衆議院議員総選挙で独立倶楽部から立候補して当選した。1894年3月の第3回衆議院議員総選挙では国民協会から立候補して落選した。同年9月の第4回衆議院議員総選挙では保守党から立候補して落選した。1898年の第5回衆議院議員総選挙では進歩党から立候補して落選した。衆議院議員を1期務めた。1937年に死去した。